# Écully
Écully – miejscowość i gmina we Francji, w regionie Owernia-Rodan-Alpy, w departamencie Rodan.
Według danych na rok 1990 gminę zamieszkiwało 18 360 osób, a gęstość zaludnienia wynosiła 2173 os./km² (wśród 2880 gmin regionu Rodan-Alpy Écully plasuje się na 38. miejscu pod względem liczby ludności, natomiast pod względem powierzchni na miejscu 1246.).

## Edukacja
- École Centrale de Lyon
- EMLYON Business School